# Goussia metchnikovi
Goussia metchnikovi is een soort in de taxonomische indeling van de Myzozoa, een stam van microscopische parasitaire dieren. Het organisme komt uit het geslacht Goussia en behoort tot de familie Eimeriidae. Goussia metchnikovi werd in 1983 ontdekt door Levine.